# 凯尔西地区勒维尼翁
凯尔西地区勒维尼翁（法語：Le Vignon-en-Quercy，法語發音：[lə viɲɔ̃ ɑ̃ kɛʁsi]）是法国洛特省的一个市镇，属于古尔东区。该市镇于2019年由原市镇莱卡特尔鲁特-迪洛特和卡济亚克合并而成，行政中心位于莱卡特尔鲁特-迪洛特。

## 地名
凯尔西（Quercy）是法国历史上的一个行省，位于法国西南部；“勒维尼翁”（Le Vignon）则是指维尼翁河，其为图尔芒特河的右支流。

## 地理
凯尔西地区勒维尼翁（44°59'53"N, 1°38'46"E）面积21.82 平方千米，位于法国奧克西塔尼大區洛特省，该省份为法国西南部内陆省份，北起顺时针与科雷兹省、康塔爾省、阿韦龙省、塔恩-加龙省、洛特-加龍省和多尔多涅省接壤。
与凯尔西地区勒维尼翁接壤的市镇（或旧市镇、城区）包括：卡瓦尼亚克、屈藏斯、马尔泰勒、斯特朗凯勒、孔达、克雷桑萨克-萨拉扎克。
凯尔西地区勒维尼翁的时区为UTC+01:00、UTC+02:00（夏令时）。

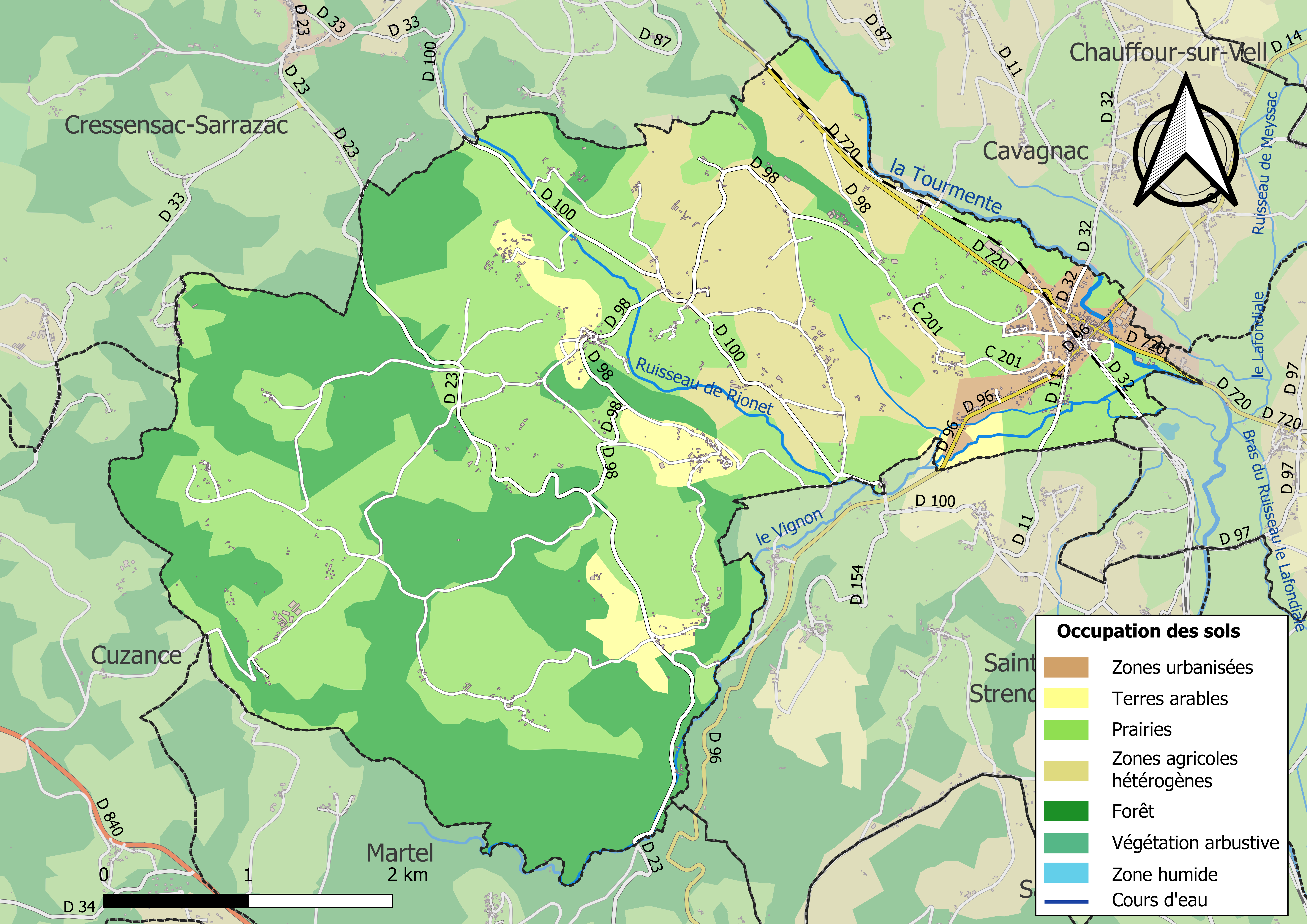
凯尔西地区勒维尼翁的OSM定位图

## 行政
凯尔西地区勒维尼翁的邮政编码为46110，INSEE市镇编码为46232。

## 政治
凯尔西地区勒维尼翁所属的省级选区为马尔泰勒县。

## 人口
凯尔西地区勒维尼翁于2022年1月1日时的人口数量为955人。